# Корбино, Клод Луи Констан Эспри Жювеналь
Клод Луи Констан Эспри Жювеналь Корбино (фр. Claude Louis Constant Esprit Juvénal Corbineau; 1772—1807) — французский военный деятель, бригадный генерал (1806 год), участник революционных и наполеоновских войн. Имя генерала выбито на Триумфальной арке в Париже.

## Биография
Старший сын Жана-Шарля Корбино (фр. Jean Charles Corbineau; 1737—1800), генерального инспектора конных заводов в Туре и его супруги Марии Варле (фр. Marie Louise Madeleine Varlet; 1749—1789). В возрасте 4 лет вместе с отцом отправился во Фландрию в Маршьен, затем обучался в Английском колледже в Дуэ, где выучил английский язык.
9 февраля 1788 года в возрасте 16 лет поступил на военную службу младшим лейтенантом в роту жандармов Королевы, однако служил он недолго, так как уже 1 апреля 1788 года рота была расформирована, и Корбино вышел в отставку.
15 сентября 1791 года возвратился к активной службе в 3-м драгунском полку. В январе 1792 года выполнял функции штабного адъютанта при Северной армии. В октябре назначен адъютантом генерала Арвиля. Сражался в Бельгии под командой генерала Дюмурье, получил пять сабельных ударов в сражении при Ваттиньи, в том числе под мышкой, две в голову и в правую руку. Отличился в сражении при Бомоне, где он провёл несколько атак против вражеской пехоты, и был ранен штыком в левую щиколотку. С 1795 по 1796 год служил в Самбро-Маасской армии, затем был офицером штаба генерала Гоша в Армии Берегов Океана в Вандее. 1 октября 1796 года Корбино был назначен командиром эскадрона Франкского легиона, и благодаря его знанию английского языка, зачислен в состав в Ирландской экспедиции. Должен был командовать авангардом в Ирландии, однако в ходе морского сражения его корабль потерпел крушение, и Корбино три дня провёл в море держась за доску, после чего его выбросило на берег Бретани, где его нашли в бессознательном состоянии. Придя в себе, Констан возвратился в состав Самбро-Маасской армии генерала Гоша. В 1798 году определён в состав роты гидов генерала Ожеро Армии Германии, затем в 7-й гусарский полк Гельветической армии. 18 октября 1798 года временно возглавил 5-й конно-егерский полк. 7 марта 1799 года отличился в сражении при Куре, где был наголову разбит корпус генерала Ауффенберга. Действия Корбино были оценены генералом Массена, и он был произведён в полковники с назначением командиром 5-го конно-егерского полка. Участвовал в боевых действиях в составе Дунайской и Рейнской армий, получил два пулевых ранения в правое бедро в сражении 3 декабря 1800 года при Гогенлиндене.
В 1802-03 годах служил в гарнизонах Майнца и Кобленца, затем с полком зачислен в состав Армии Ганновера под командой генерала Мортье, затем маршала Бернадота. 6 марта 1805 года стал конюшим кавалькады Императрицы. Участвовал в Австрийской кампании 1805 года в составе бригады Ван Маризи дивизии лёгкой кавалерии Келлермана 1-го корпуса Великой Армии. 11 октября двигаясь во главе корпуса на Мюнхен, взял багаж, несколько генералов австрийской армии и сотни пленных. 20 числа в шесть утра вошёл в Мюнхен, откуда изгнал врага, и захватил ещё 800 пленных. 27 октября отличился при переправе через Инн, где вновь взял пленных. 2 декабря при Аустерлице вновь покрыл себя славой, был ранен и потерял четырёх лошадей, убитых под ним, а также захватил вражеское знамя. Его действия были отмечены в 31-м бюллетене Великой Армии.
12 сентября 1806 года произведён в бригадные генералы, и назначен адъютантом Наполеона. Принимал участие в Прусской кампании 1806 года и Польской кампании 1807 года. После Пултуска с тремя полками лёгкой кавалерии преследовал врага, захватив в начале январе 1807 года Островиц и Брок. В руки кавалеристов Корбино попали 400 русских и багаж неприятеля. 8 февраля 1807 года убит пушечным ядром в сражении при Эйлау, в тот момент, когда он передавал приказ Императора маршалу Ожеро.
У Констана было два брата, которые также служили в армии: Жан-Батист и Эркюль, отличавшиеся, как и он, своей храбростью, за что их прозвали «Тремя Горациями».

## Воинские звания
- Младший лейтенант (9 февраля 1788 года);
- Лейтенант (12 октября 1792 года);
- Капитан (4 мая 1793 года);
- Командир эскадрона (20 апреля 1796 года);
- Полковник (7 марта 1799 года, утверждён 10 февраля 1800 года);
- Бригадный генерал (12 сентября 1806 года).

## Награды
Легионер ордена Почётного легиона (11 декабря 1803 года)
 Офицер ордена Почётного легиона (14 июня 1804 года)
 Коммандан ордена Почётного легиона (25 декабря 1805 года)